# 関口聡史
関口 聡史（せきぐち さとし、1971年4月6日 - ）は、埼玉県熊谷市出身のバスケットボール選手である。ポジションはセンター。206cm、140kg。ファミリー・テンス東京所属。高校・大学の同期に長谷川誠がいる。

## 来歴
中学1年で既に身長2mを超えていた。11月にバレーボールからバスケに転向。
高校は能代工業高に進学し長年同校を指揮する加藤廣志及び新任コーチ加藤三彦の熱血指導で更に磨きをかけウィンターカップとインターハイと優勝を経験。
日本大学でも1年よりレギュラーとして活躍。ウィラメット大留学も経験。
卒業後、トヨタ自動車に入社。ユニバーシアード銀メダルを獲得する。また、A代表にも選出される。
2000年に退部。
現在はクラブチームのファミリー・テンス東京に所属。第1回社会人選手権も経験する。

## 経歴
- 能代工業高 - 日本大学 - トヨタ自動車(1994年〜2000年)